# شهرستان یورک (مین)
شهرستان یورک واقع در ایالت مین است. جمعیت این شهرستان بر اساس سرشماری سال ۲۰۱۰ آمریکا ۱۹۷۱۳۱ نفر گزارش شده‌است. مرکز شهرستان یورک شهر آلفرد است.این شهرستان در سال ۱۶۳۶ پایه‌گذاری شده‌است و قدیمی‌ترین شهرستان در ایالت مین و یکی از قدیمی‌ترین شهرستانها در کل ایالات متحده آمریکا است..